# Prosíčka (Jablonec)
Prosíčka (německy Prositschka) je zaniklá vesnice v okrese Česká Lípa na východě bývalého vojenského prostoru Ralsko, kvůli jehož založení zanikla. Ležela asi 6,5 km na východ od Kuřívod. Byla správně podřízena obci Jablonec jako její osada. Původní zabrané katastrální území bylo Jablonec, současné je Jabloneček v novodobém městě Ralsko.

## Historie
Jak dokládá Chytilův místopis, v roce 1921 měla vesnice 12 domů a žilo zde 54 obyvatel (z toho bylo 53 Němců a jediný Čech). Farou a zdravotním obvodem příslušela ke Kuřívodům, četnická stanice, pošta a telegraf byly v Olšině (5,5 km) a železniční stanice v Mnichově Hradišti (13,25 km).